# Mouyondzi (Republik Kongo)
Mouyondzi (auch: Muyonzi, Muyondzi) ist eine Stadt und Sitz des gleichnamigen Mouyondzi District im Department Bouenza in der Republik Kongo. Die Bevölkerung besteht zum großen Teil aus Angehörigen des Volkes der Beembe.
Zur Stadt gehört der Mouyondzi Airport.

## Geographie
Ort und Distrikt liegen am Anstieg aus der Küstenebene zum Hochplateau des Landes. Der Ort selbst liegt auf einem kleinen Plateau über Quellflüssen des Alima. Verkehrsader des Ortes ist die Straße P 8, welche von Süden nach Norden verläuft und in Mouyondzi einen wichtigen Abzweig nach Osten hat.

### Distrikt

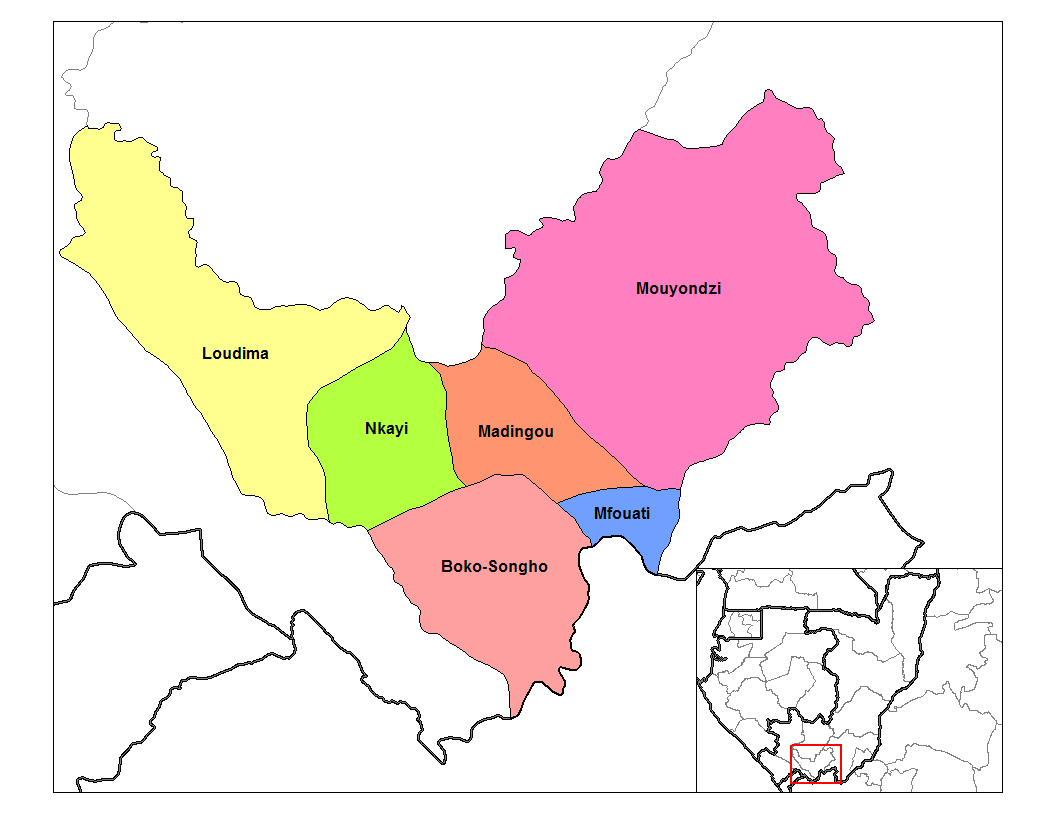
Distrikte des Departements Bouenza

Der Distrikt liegt im Norden des Departments und grenzt nach Südwesten an die Distrikte Madingou und Mfouati, sowie nach Westen an den Distrikt Sibiti des Departments Lékoumou und nach Norden und Osten an die Distrikte Kindamba und Mindouli des Departments Pool. Er umfasst die Städte und Siedlungen:
- Bosso II
- Dingi
- Gamobalé
- Kibamba
- Kibiti
- Kingola
- Kingomo
- Kingouala
- Kinkouambala
- Madoungou
- Mingali
- Moudzanga
- Mouyondzi
- Ngolé
- N’kosso
- Tsiaki
- Tsomono
- Yamba